# Guerre de Mithridate

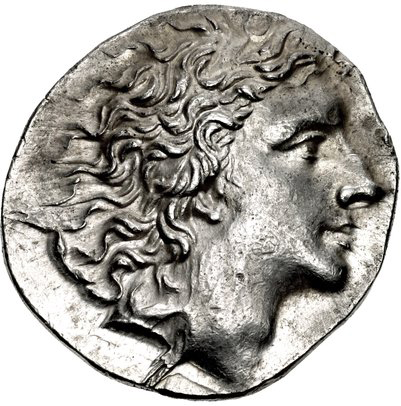
Pièce de monnaie en argent à l'effigie de Mithridate VI.

Les guerres de Mithridate désignent les trois guerres entre la République romaine et le royaume du Pont durant le Ier siècle av. J.-C. Elles sont nommées ainsi d'après Mithridate VI, roi du Pont et célèbre ennemi de Rome. Appien est l'auteur d'un ouvrage nommé Guerre mithridatique qui relate l'ensemble de ces conflits.
- Première guerre de Mithridate (88 à 84). Les légions romaines sont commandées par Lucius Cornelius Sylla. Les batailles les plus significatives sont la bataille de Chéronée et la bataille d'Orchomène en 86. La guerre se termine avec la victoire romaine et la paix de Dardanos en 85.
- Deuxième guerre de Mithridate (83 à 81). Les armées romaines sont commandées par Lucius Licinius Murena. La guerre se termine après une défaite incertaine et l'ordre de désengagement de Sylla.
- Troisième guerre de Mithridate (75 à 63). Les armées romaines sont commandées par Lucius Licinius Lucullus (75 à 66) puis par Pompée (66 à 63). La guerre se termine par la défaite et le suicide de Mithridate VI en 63.

À l'issue, les forces du royaume du Pont sont détruites, Rome affirme son pouvoir sur l'Asie Mineure.